# Boëssé-le-Sec
 Boëssé-le-Sec  es una comuna y población de Francia, en la región de Países del Loira, departamento de Sarthe, en el distrito de Mamers y cantón de Tuffé.
Su población en el censo de 1999 era de 596 habitantes.
Está integrada en la Communauté de communes du Pays de l'Huisne Sarthoise.

## Demografía
| 648 | 664 | 726 | 615 | 590 | 596 |
| Para los censos de 1962 a 1999 la población legal corresponde a la población sin duplicidades (Fuente: INSEE [Consultar]) |     |     |     |     |     |